# Sprawa czubarowska

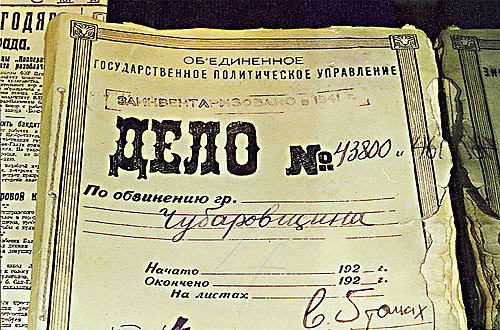

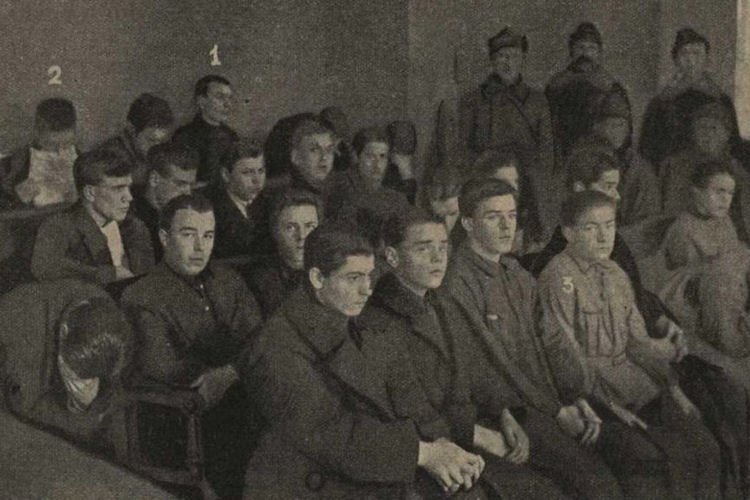
Ława oskarżonych

Sprawa czubarowska (ros. Чубаровское дело) – proces sądowy przeciw oskarżonym o zgwałcenie studentki Lubow Bielakowej, który miał miejsce w 1926 roku i stał się początkiem odwrotu władz ZSRR od polityki swobody seksualnej. Nazwa sprawy pochodzi od ulicy, w pobliżu której dokonano gwałtu.
Około 22:00 21 sierpnia 1926 r. w Leningradzie 21-letnia studentka Lubow Bielakowa została zaczepiona przez nietrzeźwego mężczyznę, Pawła Koczergina. Ponieważ nie chciała z nim rozmawiać, ten zaciągnął ją do pobliskiego sadu, gdzie wraz z grupą innych ponad 30 mężczyzn gwałcili ją przez sześć godzin. Bielakowa przeżyła napaść i zgłosiła ją milicji, która po śledztwie zatrzymała 27 osób – większość jeszcze następnego dnia. Łącznie siedmiu oskarżonych skazano na śmierć, a pozostałych na kary wieloletniego więzienia. Co prawda prawo karne nie przewidywało kary śmierci za gwałt, ale sąd uznał gwałt na studentce i robotnicy za przejaw politycznego bandytyzmu, a więc zbrodnię polityczną, za którą karę śmierci już przewidziano.
Partyjni konserwatyści wykorzystali tę sprawę do przeprowadzenia kampanii propagandowej wymierzonej w zwolenników wolności obyczajowej. Oskarżyli oni ideologię swobody seksualnej o podstawę do rozpusty i przestępstw seksualnych. Proces szeroko relacjonowała radziecka prasa, a na wiecach w fabrykach żądano dla sprawców surowych kar. Sprawa czubarowska stała się początkiem końca radzieckiej rewolucji seksualnej i swobody obyczajowej, dzięki niej partyjni konserwatyści wzrośli w siłę. Proces ten był jednym z przejawów umacniania pozycji w państwie przez Stalina, który nie należał do zwolenników wolności obyczajowej. Z polecenia Stalina partia zaczęła ostro piętnować wolną miłość jako oznakę upadku moralnego i wpływ państw burżuazyjnych.
W ślad za zmianą klimatu obyczajowego poszły zmiany w prawie karnym, obejmujące wprowadzenie penalizacji homoseksualizmu, pornografii i aborcji, a zaangażowanie w porewolucyjną rewolucję seksualną zaczęło być wykorzystywane w walce przeciw przeciwnikom politycznym.